# Jérémy Leveau
Pour les articles homonymes, voir Leveau.
Jérémy Leveau, né le 17 avril 1992 à Argentan, est un coureur cycliste français, membre de l'équipe Van Rysel-Roubaix Lille Métropole. Il est le fils de Daniel Leveau, cycliste professionnel en 1973.

## Biographie

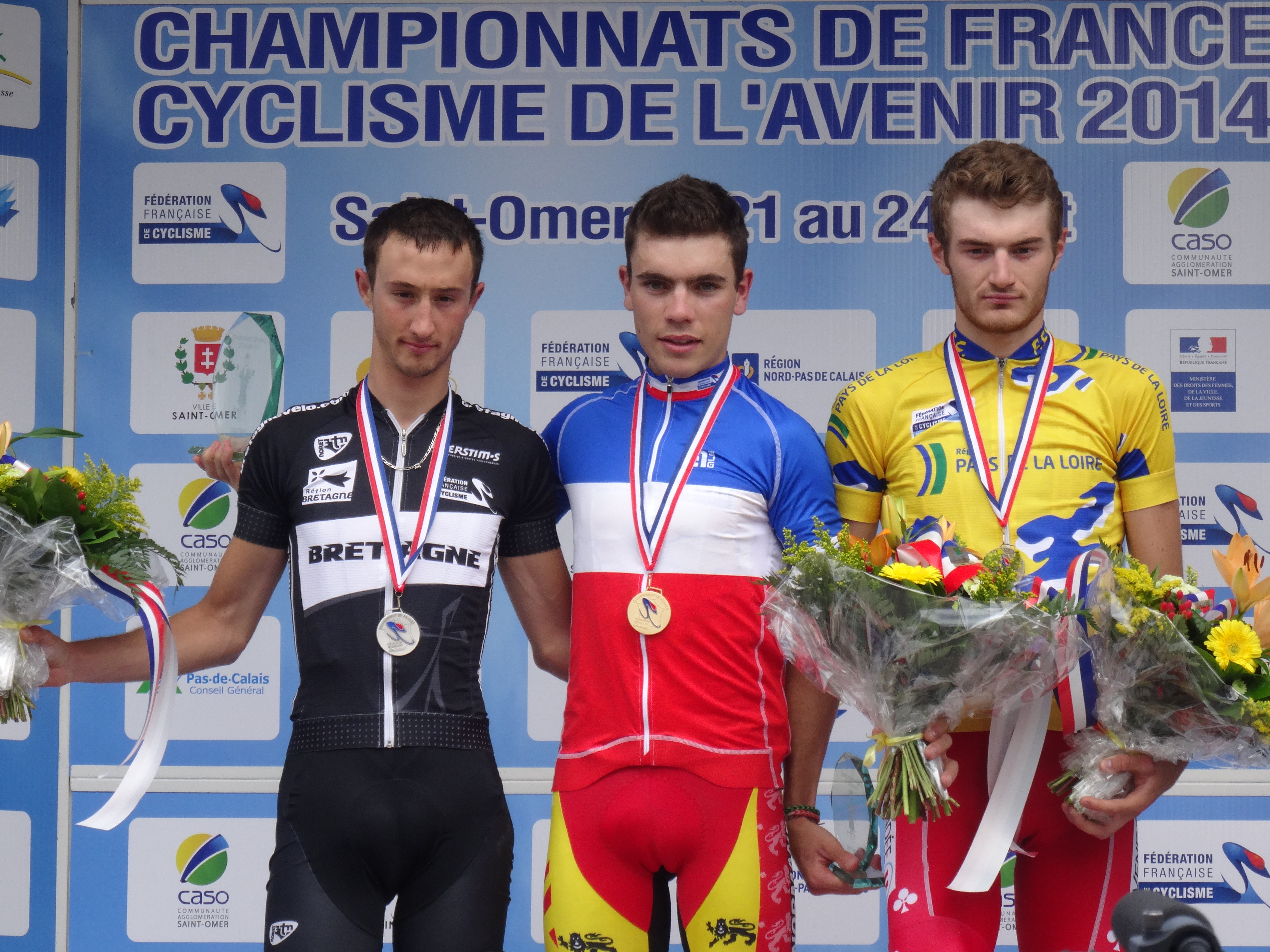
David Cherbonnet (2e), Jérémy Leveau (1er) et Guillaume Thévenot (3e) lors des championnats de France espoirs sur route 2014.

En août 2014, il devient champion de France espoirs sur route : il déclare au sujet de ce succès « il me manquait une grosse victoire ». Il est sélectionné dans l'équipe de France espoirs pour la course en ligne des moins de 23 ans des championnats du monde 2014. Au deuxième semestre il est stagiaire au sein de l'équipe continentale Roubaix Lille Métropole puis signe un contrat professionnel avec cette formation en fin d'année.

### Roubaix Lille Métropole

#### Saison 2015
Pour sa première saison chez les professionnels, il décroche une encourageante quatrième place sur Paris-Troyes le 15 mars. Il se distingue sur trois autres courses d'un jour, le Grand Prix Cerami (12e), la Polynormande (15e) et le Grand Prix des Marbriers (11e). Ses dirigeants renouvellent son contrat à la fin de la saison 2015.

#### Saison 2016
Lors de cette saison 2016, régulièrement au service de Rudy Barbier, il connait son meilleur résultat sur une épreuve amateur, le Grand Prix de Fougères, dont il prend la 7e place. Sur le circuit professionnel, il termine 13e du Tour du Finistère et décroche deux accessits sur des étapes, un sur le Circuit des Ardennes (9e) puis le second sur les Boucles de la Mayenne (8e).

#### Saison 2017
Sa saison 2017 est d'un meilleur acabit, en mars, il se distingue de nouveau sur Paris-Troyes (5e) puis sur la Classic Loire-Atlantique (6e) et Paris-Camembert (6e) en avril. Fin juin, il prend place sur le podium des championnats de France, seulement devancé par Arnaud Démare et Nacer Bouhanni. Deux semaines plus tard, il prend la 5e place sur le Grand Prix Jean-Pierre Monseré. En juillet, il est présélectionné par Cyrille Guimard pour participer aux championnats d'Europe de cyclisme sur route.  Non-retenu dans la sélection finale, il se distingue le 30 juillet sur la Polynormande, dont il s'adjuge la 4e place. Le 12 août, Roubaix Lille Métropole annonce son départ vers l'équipe continentale professionnelle Delko-Marseille Provence-KTM, où il signe un contrat de 2 ans. À la fin du mois, il remporte le classement des grimpeurs du Tour du Poitou-Charentes. Il se distingue une dernière fois sous le maillot roubaisien le 1er octobre, 6e du Tour de Vendée.

### Delko Marseille

#### Saison 2018
Il débute sous ses nouvelles couleurs lors du Sharjah Tour avec une 6e place d'étape à la clé. Place qu'il décroche de nouveau lors de la dernière étape du Tour La Provence. Aligné sur les premières manches de Coupe de France, il n'y connait pas vraiment la réussite avec pour meilleurs résultats une 23e place sur la Classic Loire-Atlantique puis une 21e sur la Route Adélie de Vitré. Échappé lors de la troisième étape des Quatre Jours de Dunkerque, il est repris avec ses compagnons de fugue à 2 kilomètres de l'arrivée. En juin, il réalise trois tops 10 sur les Boucles de la Mayenne, s'adjugeant la 13e place au classement général. Top 10 qu'il retrouve à l'occasion d'une étape sur la Route d'Occitanie (8e), le Tour de Burgos (10e) puis sur le Tour du Limousin (6e). Sur la fin de saison, il décroche de nouvelles places sur la Brussels Cycling Classic (17e) et, enfin, sur le Tour de Hainan, 14e de la quatrième étape.

#### Saison 2019
Sa deuxième saison au sein de la structure sudiste commence sur les routes du Tour d'Oman où il est notamment échappé lors de la quatrième étape. Moins d'un mois plus tard, il se trouve de nouveau à l'avant lors de la Drôme Classic. Il obtient ses premiers résultats fin mars, 14e de la Classic Loire Atlantique puis 16e de Cholet-Pays de Loire. Gêné aux bronches, ses sensations sont moins bonnes sur la Route Adélie de Vitré (69e) puis sur la roue tourangelle (abandon). Néanmoins, il est tout de même retenu pour prendre part à son premier Paris-Roubaix (abandon). En juin, il réalise de belles Boucles de la Mayenne, 13e du général. Il enchaîne par une 8e place sur la première étape du Tour de Slovénie. 25e des championnats de France, il s'envole ensuite pour la Chine, y disputant le Tour du lac Qinghai. Mi-août, de retour sur les routes françaises à l'occasion de la Polynormande, il est victime d'une chute le contraignant à l'abandon, souffrant d'un trait de fracture à un doigt.

#### Saison 2024
Il décide de mettre fin à sa carrière à l'issue de la classique Paris-Tours.

## Palmarès
| - 2010 - 2e du Trophée Sébaco - 2011 - 2e étape du Maillot des Jeunes Léopards - Nocturne de La Haye-du-Puits - 2012 - Grand Prix de Harcourt - Prix de Lillebonne - Circuit des Matignon - 2013 - 3e étape du Tour du Piémont Vosgien - Critérium de Bonchamp - 4e étape du Maillot des Jeunes Léopards - Grand Prix Le Ham - Grand Prix de Blangy-sur-Bresle - 3e du Circuit méditerranéen - 3e du Circuit des Deux Provinces - 3e du Grand Prix de Fougères | - 2014 - Champion de France sur route espoirs - Paris-Évreux - Grand Prix de Rennes Liberté - Grand Prix Super U - Critérium de Port-en-Bessin-Huppain - Critérium de Pont-Audemer - Trio normand (avec Dylan Kowalski et Arnaud Descamps) - 3e du Grand Prix de Luneray - 2017 - 2e des Boucles guégonnaises - 2e du Souvenir Rousse-Perrin - 3e du championnat de France sur route - 2023 - 3e de la Flèche de Locminé |

## Classements mondiaux
| Année           | 2015 | 2016   | 2017 |
| --------------- | ---- | ------ | ---- |
| UCI Europe Tour | 670e | 1 229e | 109e |